# Golimumab
Der Arzneistoff Golimumab (auch: CNTO 148) wird zur Behandlung von rheumatisch-entzündlichen Erkrankungen sowie chronisch-entzündlichen Darmerkrankungen eingesetzt. Es ist ein humaner monoklonaler Antikörper, dessen Wirkung auf der Bindung an den humanen Tumor-Nekrose-Faktor alpha (TNFα) beruht.
Golimumab wurde von der Firma Centocor Inc. entwickelt und am 1. Oktober 2009 in Europa zugelassen.
Es wird in Deutschland unter dem Handelsnamen Simponi von MSD Sharp & Dohme vertrieben. Das Medikament ist verschreibungspflichtig.

## Wirkmechanismus
Im Rahmen der Bindung an den humanen Tumor-Nekrose-Faktor alpha (TNFα) bildet Golimumab sowohl mit den löslichen als auch mit den membranständigen bioaktiven Formen von TNFα hochaffine, stabile Komplexe und verhindert so die Bindung von TNFα an die entsprechenden Rezeptoren. Bei TNFα handelt es sich um ein pro-inflammatorisches Zytokin, das in der Pathogenese chronisch-entzündlicher Gelenkerkrankungen eine Schlüsselrolle spielt.
Die Bindung von humanem TNF durch Golimumab neutralisiert nachweislich die TNFα-induzierte Zelloberflächenexpression der Adhäsionsmoleküle E-Selektin, vaskuläres Zelladhäsionsmolekül (VCAM)-1 und interzelluläres Zelladhäsionsmolekül (ICAM)-1 durch humane Endothelzellen. In vitro hemmt Golimumab außerdem die TNF-induzierte Freisetzung von Interleukin(IL)-6, IL-8 und Granulozyten-Makrophagen-koloniestimulierendem Faktor (GM-CSF) durch humane Endothelzellen.

## Verträglichkeit und Nebenwirkungen
Die häufigsten unerwünschten Wirkungen bei Anwendung von Golimumab sind Infektionen und Reaktionen an der Injektionsstelle. In den kombinierten Phase-3-Studien zu Rheumatoider Arthritis, Morbus Bechterew und Psoriasis-Arthritis war die häufigste unerwünschte Wirkung bis Woche 16 eine Infektion der oberen Atemwege (7,2 % der mit Golimumab-Behandelten vs. 5,8 % bei den Kontrollen).
In diesen Studien wurden bei 28,3 % der mit Golimumab behandelten Patienten vs. 24,7 % der Placebopatienten bis Woche 16 Infektionen beobachtet. Schwerwiegende Infektionen wie Lungenentzündung oder Tuberkulose wurden bis Woche 16 bei 1,4 % der mit Golimumab-behandelten Patienten versus 1,3 % der Patienten in den Kontrollgruppen beobachtet.
Vor einer Therapie mit Golimumab müssen also Risikofaktoren für Tuberkulose abgeklärt sowie eine Röntgenuntersuchung des Brustkorbs und ein Tuberkulin-Hauttest vorgenommen werden. Zum Ausschluss einer Hepatitis B kann in begründeten Fällen eine Abklärung vor Therapiebeginn sinnvoll sein.
Lokale Reaktionen an der Injektionsstelle traten bei 5,8 % der Golimumab-Patienten bis Woche 16 auf (vs. 2,2 % bei den Placebopatienten); am häufigsten zeigte sich eine Rötung. Diese Lokalreaktionen waren überwiegend mild bis moderat und erforderten im Allgemeinen kein Absetzen des Arzneimittels.

## Anwendungsgebiete
Golimumab ist derzeit für die Therapie von Rheumatoider Arthritis, Morbus Bechterew, Psoriasis-Arthritis und Colitis ulcerosa zugelassen.
Die Behandlung mit Golimumab muss von einem qualifizierten Arzt, der Erfahrung in der Diagnose und Behandlung der Krankheiten hat, für die Golimumab verwendet wird, eingeleitet und überwacht werden. Golimumab wird einmal monatlich am selben Tag eines jeden Monats als 50 mg Injektion unter die Haut gegeben. Der Arzt kann eine Erhöhung der Dosis auf 100 mg bei Patienten mit einem Gewicht von mehr als 100 kg vornehmen, wenn sie nach drei oder vier Dosen nicht auf die Behandlung ansprechen. Nach dem Training können sich die Patienten Golimumab selbst injizieren, falls ihr Arzt zustimmt. Patienten, die mit Golimumab behandelt werden, erhalten eine spezielle Patientenaufklärungskarte, die die Hinweise zur Sicherheit der Medizin zusammenfasst.

### Rheumatoide Arthritis
Golimumab ist in der EU zugelassen in Kombination mit Methotrexat (MTX) zur Behandlung der mittelschweren bis schweren aktiven Rheumatoiden Arthritis (RA) bei erwachsenen Patienten, wenn das Ansprechen auf eine antirheumatische Basistherapie (DMARD-Therapie) einschließlich MTX unzureichend gewesen ist.
Wirksamkeit und Sicherheit von Golimumab bei aktiver RA wurden im Rahmen von drei großen randomisierten, doppelblinden, Placebo-kontrollierten Phase-III-Studien untersucht an MTX-naiven Patienten (GO-BEFORE, N = 637), bei MTX-Versagern (GO-FORWARD, N = 444) und bei Anti-TNF-erfahrenen Patienten (GO-AFTER, N = 461).
In allen Studien wurde Golimumab s.c. einmal monatlich in Dosen von 50 mg oder 100 mg verabreicht. Die Dosierung von 50 mg einmal monatlich hat dabei das günstigste Nutzen-Risiko-Verhältnis gezeigt und entspricht auch der zugelassenen Dosierung.
In die zulassungsrelevante Studie GO-FORWARD (GOlimumab FOR subjects With Active RA Despite MTX) wurden Patienten mit aktiver RA eingeschlossen, die nicht ausreichend auf Methotrexat (MTX) angesprochen hatten. Die Kombination von Golimumab + MTX führte dabei zu einer signifikanten Besserung von Symptomen und Krankheitsaktivität und erwies sich diesbezüglich gegenüber einer MTX-Monotherapie als signifikant überlegen. Die Verbesserungen ließen sich bereits zum ersten Messzeitpunkt vier Wochen nach der ersten Golimumab-Injektion beobachten und hielten über den zeitlichen Verlauf weiter an. Zudem kam es zu einer signifikanten Besserung der körperlichen Funktion und der Lebensqualität sowie von Fatigue-Symptomen.
Bei GO-AFTER (GOlimumab After Former anti-TNF Therapy Evaluated in RA) handelt es sich um die erste prospektive Phase-III-Studie, in der mit TNFα-Blockern vorbehandelte RA-Patienten einen anderen TNFα-Blocker erhielten. Bei diesen, teilweise mit mehreren TNFα-Antagonisten vorbehandelten RA-Patienten kam es zu signifikanten Verbesserungen der klinischen Beschwerden und der körperlichen Funktionen sowie einer statistisch signifikanten Reduktion der Krankheitsaktivität, nachdem sie mit Golimumab behandelt wurden. Der Therapieerfolg war über den Beobachtungszeitraum von sechs Monaten anhaltend und unabhängig von Art und Anzahl der vorher verabreichten TNFα-Blocker (Adalimumab, Etanercept oder Infliximab) oder dem Grund für das Abbrechen dieser Therapie.
In der Studie GO-BEFORE (GOlimumab Before Employing methotrexate as the First-line Option in the treatment of Rheumatoid Arthritis of Early onset) wurden Patienten mit aktiver RA eingeschlossen, die nicht mit MTX vorbehandelt waren. Bei den Patienten, die mit Golimumab + MTX behandelt wurden, kam es nicht zu einer statistisch signifikanten Verbesserung der Gelenkbeschwerden wie auch der Krankheitsaktivität.

### Morbus Bechterew
Golimumab ist in der EU zugelassen zur Behandlung der schweren, aktiven Ankylosierenden Spondylitis (AS) bei erwachsenen Patienten, die auf eine konventionelle Therapie unzureichend angesprochen haben.
Wirksamkeit und Sicherheit von Golimumab bei der AS wurden in der klinischen Phase-III-Studie GO-RAISE (GOlimumab - A Randomized Study in Ankylosing Spondylitis Subjects of a Novel Anti-TNF mAB Injection [SC] Given Every Four Weeks) untersucht. Die Behandlung mit Golimumab führte hier zu einer signifikanten Verbesserung von Symptomen und körperlicher Funktion.

### Psoriasis-Arthritis
Golimumab ist in der EU zugelassen zur Anwendung als Monotherapie oder in Kombination mit MTX zur Behandlung der aktiven und fortschreitenden Psoriasis-Arthritis (PsA) bei erwachsenen Patienten, wenn das Ansprechen auf eine vorhergehende antirheumatische Basistherapie (DMARD-Therapie) unzureichend gewesen ist.
In der Phase-III-Studie GO-REVEAL (GOlimumab - A Randomized Evaluation of Safety and Efficacy in Subjects with Psoriatic Arthritis Using a Human Anti-TNF Monoclonal Antibody) wurden Verträglichkeit und Wirksamkeit von Golimumab bei Patienten mit aktiver PsA geprüft. Dabei wurden sowohl die Effekte auf die Gelenke als auch auf die mit der Erkrankung assoziierten psoriatischen Haut- (bei Patienten mit Hautbefall ≥ 3 % der Körperoberfläche) und Nagelveränderungen erfasst.
Bei den mit Golimumab behandelten Patienten kam es sowohl zu einer signifikanten Besserung der Gelenksymptomatik als auch der Haut- und Nagelveränderungen, wobei sich die Golimumab-Therapie auch gegenüber Placebo als signifikant überlegen bezüglich aller Kriterien für eine Besserung von Gelenksymptomen und psoriatischen Hautveränderungen erwies.

### Diabetes Typ 1
Diabetes mellitus Typ 1 ist ebenfalls eine Autoimmunerkrankung vor allem von Kindern und Jugendlichen, bei der es T-Zell-vermittelt zu einer Zerstörung der Betazellen in der Bauchspeicheldrüse kommt. Die Betazellen stellen Insulin her, so dass ein absoluter Insulinmangel und eine lebenslange Insulintherapie notwendig werden. Mäusemodelle von Diabetes Typ 1 weisen dem Tumornekrosefaktor α (TNF-α) eine wichtige Rolle zu. So fördert TNF-α die Entwicklung des Diabetes, während TNF-α-Blocker vor der Entwicklung von Diabetes schützten. Eine Phase-II-Studie von 2020 als doppelblinde randomisierte Placebo-kontrollierte klinische Studie zeigte bei 84 Patienten im Alter zwischen 6 und 21 Jahren, dass der Einsatz von Golimumab bei neu diagnostiziertem Diabetes Typ I eine höhere Insulineigenproduktion erhält und den externen Insulinbedarf senkt. Phase-II-Studien fehlen, und eine Zulassung liegt nicht vor.